# الكورة (لودر)

تعديل مصدري - تعديل

الكورة هي إحدى قرى عزلة زارة بمديرية لودر التابعة لمحافظة أبين، بلغ تعداد سكانها 361 نسمة حسب تعداد اليمن لعام 2004.